# Альядаш
Альядаш (порт. Alhadas)  —  район (фрегезия) в Португалии,  входит в округ Коимбра. Является составной частью муниципалитета  Фигейра-да-Фош. Находится в составе крупной городской агломерации Большая Коимбра. По старому административному делению входил в провинцию Бейра-Литорал. Входит в экономико-статистический  субрегион Байшу-Мондегу, который входит в Центральный регион. Население составляет 4069 человек на 2001 год. Занимает площадь 29,09 км².
Покровителем района считается Игрежа-де-Сан-Педру (порт. Igreja de São Pedro). 